# リュカ三次曲線

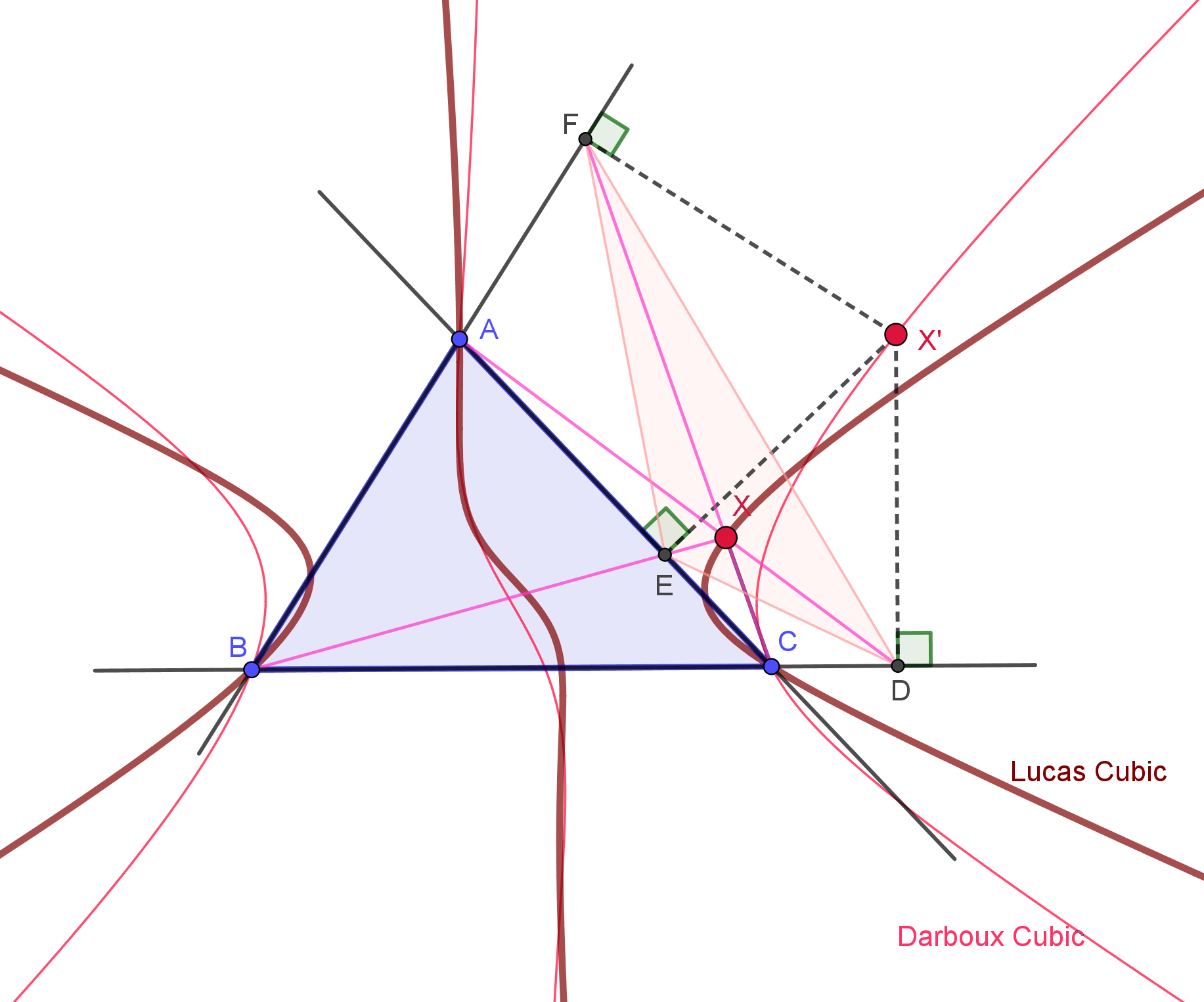
リュカが提案した定義で作図したリュカ三次曲線。

リュカ三次曲線（リュカさんじきょくせん、英: Lucas Cubic）は、曲線上の点とその等長共役点が、Encyclopedia of Triangle CentersでX(69)に登録されている点と共線であるような三次曲線である。
後述する定義を提案したエドゥアール・リュカに因んで命名された。Catalogue of Triangle CubicsではK007に登録されている。

## 座標
重心座標とコンウェイの記法を用いて、次の式で表せる。
{\displaystyle S_{A}x(y^{2}-z^{2})+S_{B}y(z^{2}-x^{2})+S_{C}z(x^{2}-y^{2})=0.}

## X(69)
X(69)は逆補三角形の類似重心である。垂心の等長共役点で、GK線（重心と類似重心を結ぶ直線）、ジェルゴンヌ点とナーゲル点を通る直線などの交点である。
重心座標では次の式で与えられる。
{\displaystyle {\Bigl (}b^{2}+c^{2}-a^{2}:c^{2}+a^{2}-b^{2}:a^{2}+b^{2}-c^{2}{\Bigr )}}

## 定義
リュカ三次曲線の定義には以下の様なものが知られる。
- 曲線上の点とその等長共役点がX(69)を通るような曲線。
- チェバ三角形が垂足三角形であるような点の軌跡。その垂足三角形と基準三角形の対垂の中心はダルブー三次曲線（オランダ語版）を描く。ダルブ―三次曲線をリュカ三次曲線と言う場合もある[1]。
- 17点3次曲線の逆補。
- チェバ円共役点がド・ロンシャン点と共線であるような軌跡（つまりチェバ円共役によって不変）。

## 曲線上の点
- 基準三角形の頂点
- 逆補三角形の頂点
- 重心X(2)
- 垂心X(4)
- ド・ロンシャン点X(20)
- ジェルゴンヌ点X(7)
- ナーゲル点X(8)
- X(69)
- シュタイナー楕円の焦点